# Saproscincus eungellensis
Espèce
Saproscincus eungellensis est une espèce de sauriens de la famille des Scincidae.

## Répartition
Cette espèce est endémique du Queensland en Australie.

## Description
C'est un saurien ovipare.

## Étymologie
Son nom d'espèce, composé de eungell[a] et du suffixe latin -ensis, « qui vit dans, qui habite », lui a été donné en référence au lieu de sa découverte, le parc national d'Eungella.

## Publication originale
- Sadlier, Couper, Colgan, Vanderduys & Rickard, 2005 : A new species of scincid lizard, Saproscincus eungellensis, from mid-eastern Queensland. Memoirs of the Queensland Museum, vol. 51, no 2, p. 559-571 (texte intégral).